# Pfarrkirche St. Stefan ob Leoben

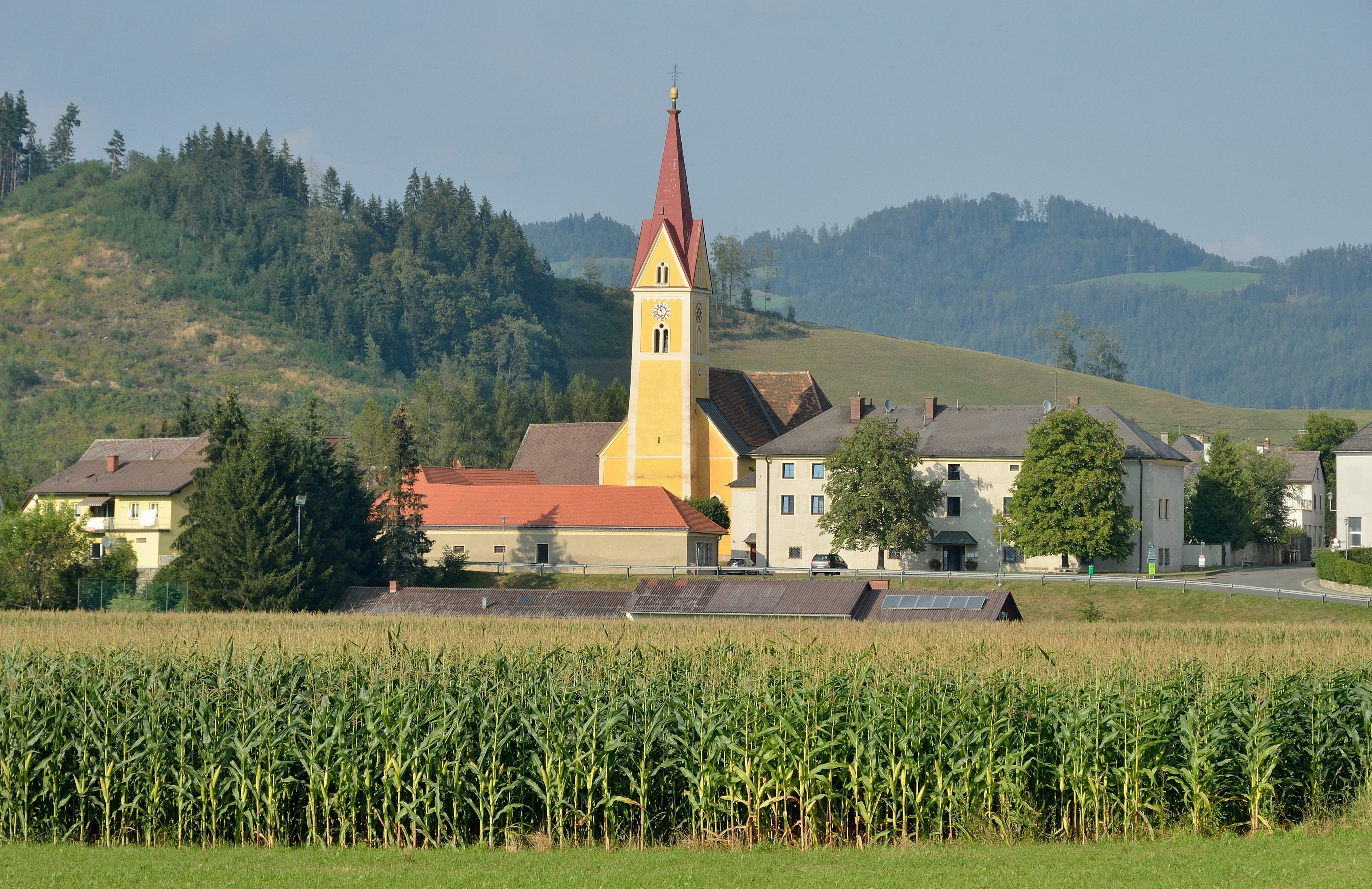
Katholische Pfarrkirche hl. Petrus in Sankt Wolfgang bei Obdach

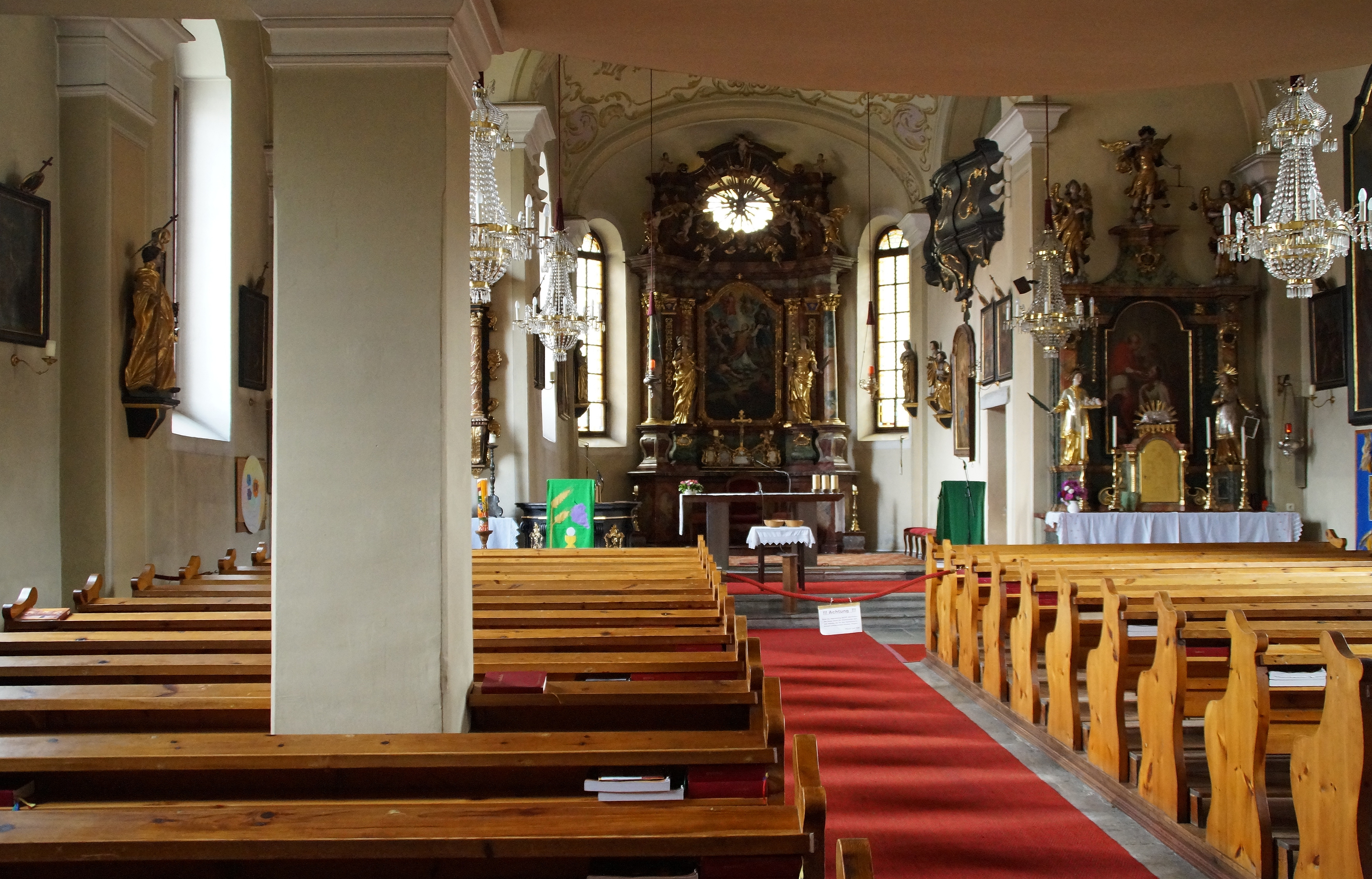
Langhaus, Blick zum Chor

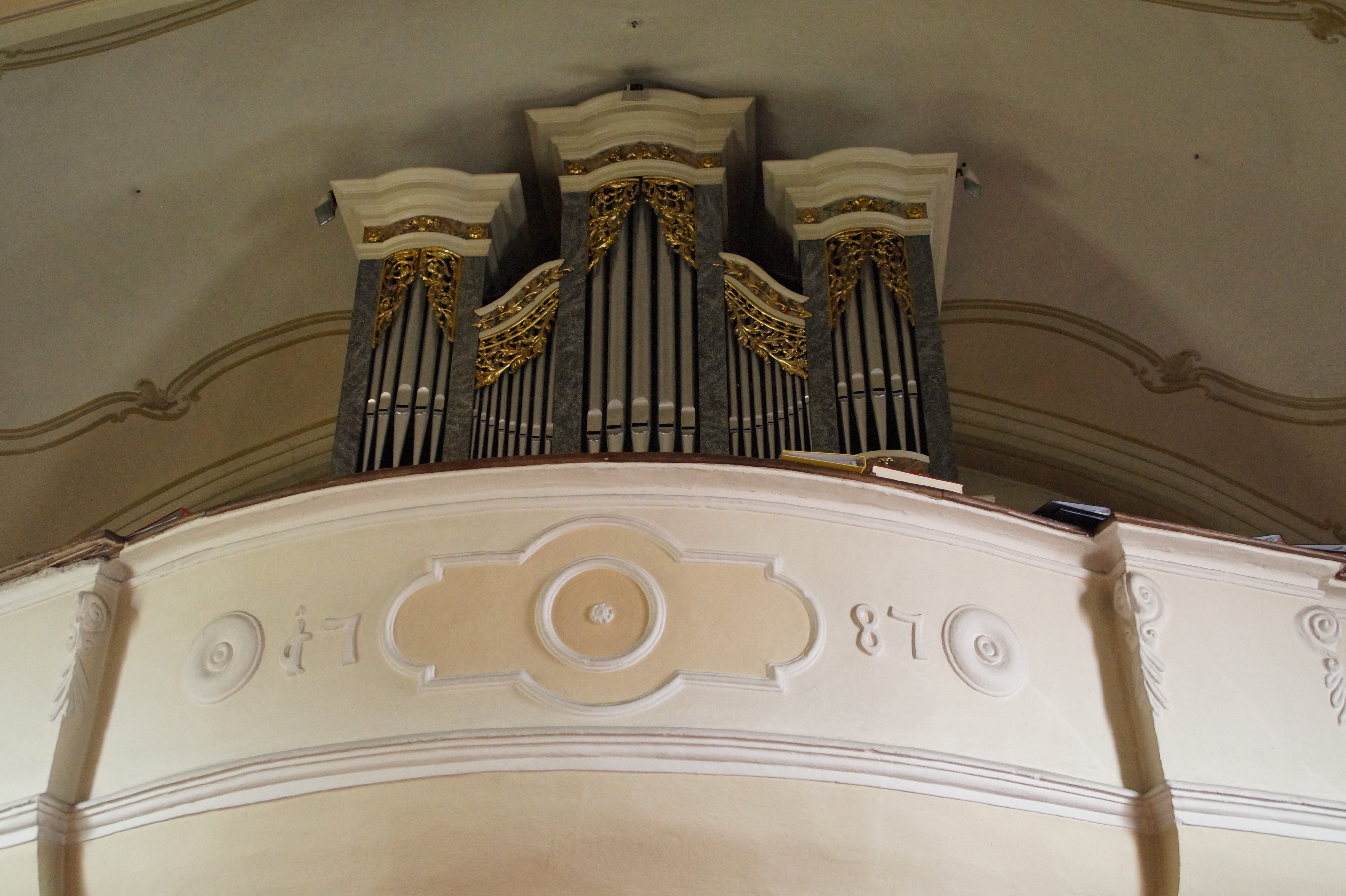
Langhaus, Blick zur Orgel

Die römisch-katholische Pfarrkirche St. Stefan ob Leoben steht in der Gemeinde Sankt Stefan ob Leoben im Bezirk Leoben in der Steiermark. Die dem Patrozinium des heiligen Stephanus unterstellte Pfarrkirche gehört zur Region Obersteiermark Ost (Dekanat Leoben) in der Diözese Graz-Seckau. Die Kirche steht unter Denkmalschutz (Listeneintrag).

## Geschichte
Die Kirche wurde vor 1105 durch Graf Waldo von Reun gestiftet.
Der gotische Kirchenbau wurde 1787 barockisiert. Die Kirche wurde 1951 innen und 1955 außen restauriert.

## Architektur
Das Kirchenäußere zeigt Strebepfeiler, am Chor gotisch einfach, am Langhaus barock halbrund ummantelt. Im Chorschluss wurde 1959 das zweibahnige Maßwerkfenster freigelegt. Der Westturm trägt einen Spitzhelm aus dem Ende des 19. Jahrhunderts. Südlich des Chores steht ein Sakristeianbau.
Das dreijochige Langhaus hat Platzlgewölbe auf Wandpilastern. Die vorschwingende Westempore aus dem Jahr 1787 steht auf zwei Säulen. Der eingezogene einjochige Chor mit einem Dreiachtelschluss ist flachkuppelgewölbt.

## Einrichtung
Der Hochaltar aus dem zweiten Viertel des 18. Jahrhunderts wurde aus dem aufgehobenen Dominikanerkloster Leoben hierher übertragen, er zeigt das von Franz Trietscher im Jahr 1816 in barocker Tradition gemalte Hochaltarbild hl. Stephan. Der linke Seitenaltar aus der Mitte des 17. Jahrhunderts wurde von Gröbming hierher übertragen, er zeigt das Bild Heiliger Wandel. Der rechte Seitenaltar um 1700 zeigt das Bild Schutzengel und im Aufsatz drei Erzengel.
Das ehemalige Hochaltarbild Martyrium des hl. Stephan malte Johann von Lederwasch um 1785, von ihm sind auch das etwa zeitgleich entstandene Bild hl. Rochus sowie die Kreuzwegstationen um 1800.
Der Korb der Kanzel aus dem zweiten Viertel des 18. Jahrhunderts ist als Ambo aufgestellt.
Die Orgel aus dem Ende des 18. Jahrhunderts beinhaltet ein Werk von Josef Unterberger 1858. Eine Glocke nennt Medardus Reig 1688.